# St. Stephan (Effelsberg)

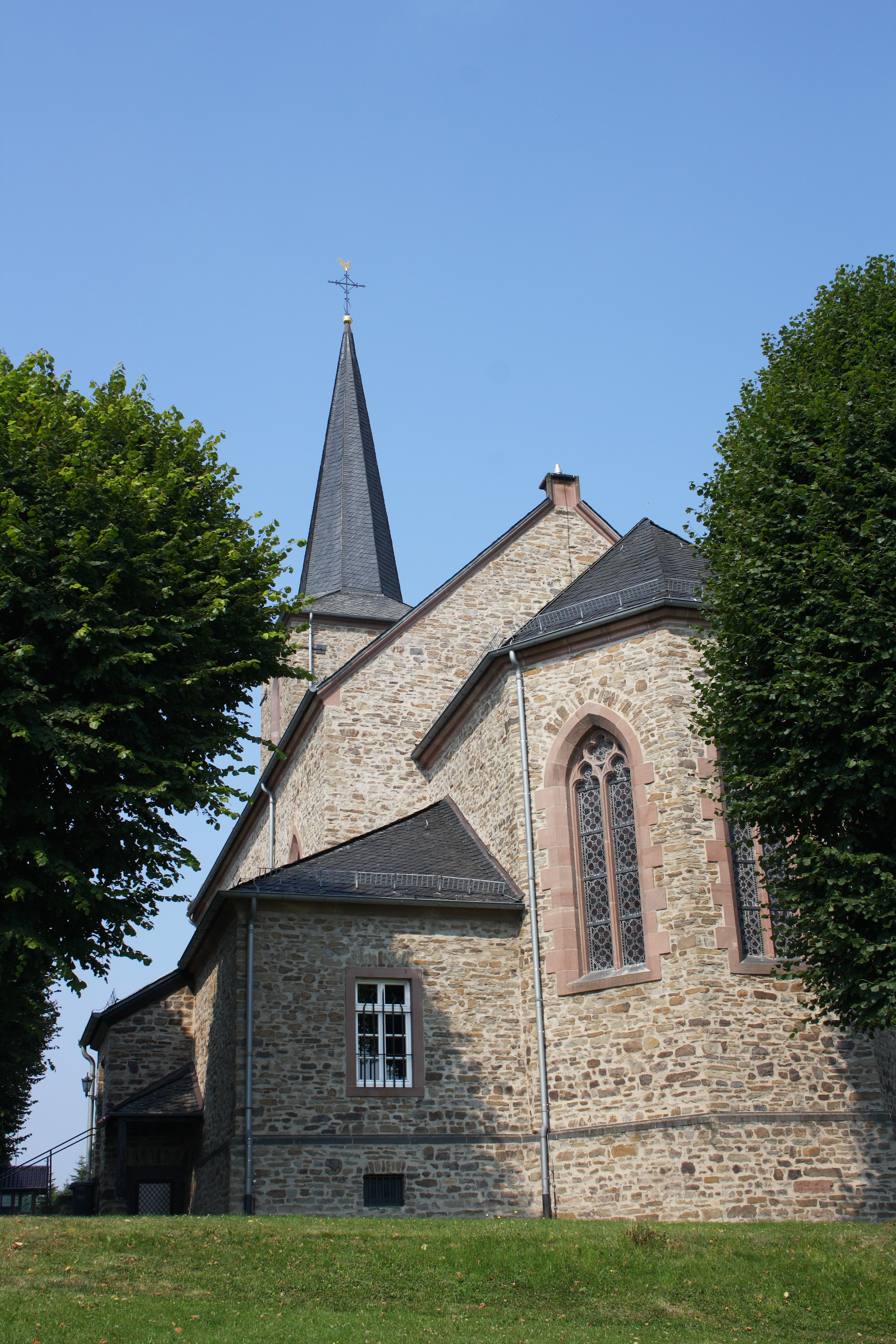
St. Stephan in Effelsberg

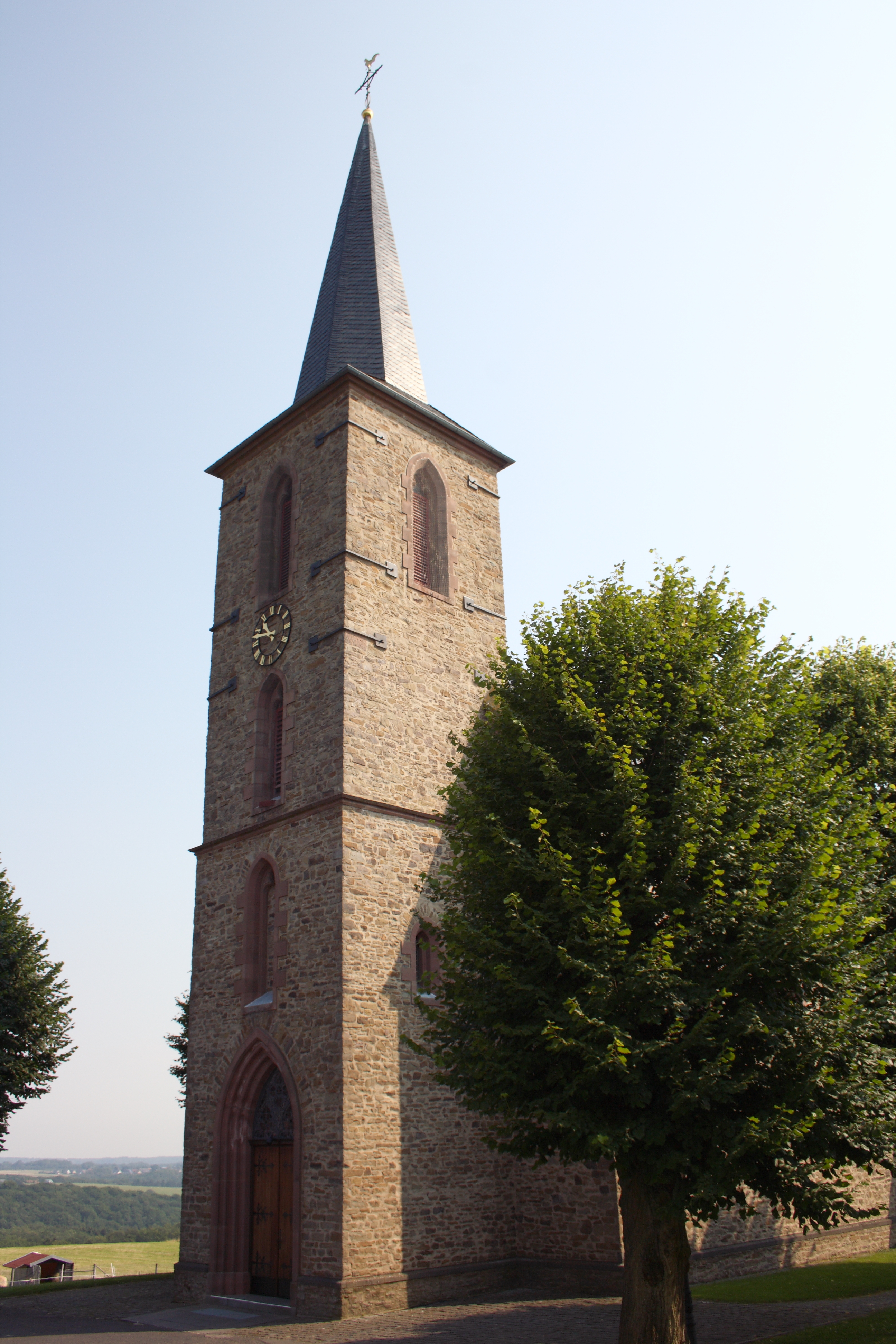
Turm der Kirche

Die katholische Pfarrkirche St. Stephan in Effelsberg, einem Stadtteil von Bad Münstereifel im Kreis Euskirchen in Nordrhein-Westfalen, ist ein geschütztes Baudenkmal. Sie befindet sich an der Stephanusstraße am Rande des Hochplateaus.

## Geschichte und Architektur
Die Kirche im Stil der Neugotik wurde von 1881 bis 1883 nach Plänen der Architekten Friedrich Karl Schubert (1826–1883) und Gustav Boudriot (1842–1928) errichtet und dem heiligen Stephanus geweiht. Die einschiffige Saalkirche besitzt einen eingerückten Chor mit Fünfachtelschluss. Der vorgesetzte, viergeschossige Turm im Westen wird von einer steilen Schieferpyramide bekrönt. Die Kirche ist ein unverputzter Bruchsteinbau, der mit rotem Sandstein gegliedert ist.
Von der neugotischen Ausstattung der Erbauungszeit sind der Aufsatz des Hochaltars, das Gestühl und der maßwerkverzierte steinerne Taufstein erhalten. Die Orgel wurde 1889 eingebaut.
Ein Vorgängerbau, eine Saalkirche von 1694, befand sich einige hundert Meter entfernt auf dem Gebiet des heutigen Friedhofes. Angenommen wird eine Nutzung dieses früheren Gebäudes als Hofkapelle eines Herrenhofs, der sich in unmittelbarer Nähe befand. Dieser frühere Bau wurde 1886 zugunsten des jetzigen Kirchengebäudes abgerissen.
Erstmals im Jahr 1222 wurde im Kommentar zum Prümer Urbar eine Kirche in Effelsberg erwähnt. Bis 1694 war sie an die Kirche St. Martin in Kirchsahr angegliedert. Diese Kirche war wiederum dem Stift St. Chrysanthus und Daria im damaligen Münstereifel zugehörig.
Das benachbarte Pfarrhaus wurde im Jahr 1784 vom Cradenbacher Hof im benachbarten Ort Holzem nach Effelsberg verlegt. Für den heute bestehenden, zweigeschossigen Bau von 1842 setzte sich Pfarrer Michael Joseph Zinken ein.